# اندری بوبنتسوف
اندری بوبنتسوف (اوکراینی: Андрій Володимирович Бубенцов؛ زادهٔ ۲ مارس ۱۹۹۸) بازیکن فوتبال اهل اوکراین است.